# عبد السلام المسماري
عبد السلام المسماري (1959 - 26 يوليو 2013) محام وناشط سياسي وحقوقي وشاعر من مدينة بنغازي وينحدر من قبيلة المسامير، ليبيا، ومن الشخصيات الأولى التي وقفت في المظاهرات المناوئة لحكم العقيد معمر القذافي في 15 فبراير 2011  إضافة لكونه المنسق العام لائتلاف ثورة 17 فبراير الذي لعب دوراً في بداية هذه الثورة. عُرف بتطلعاته ودعواته لبناء دولة مدنية ديمقراطية ودعم حقوق وحريات الإنسان. كما عُرف بمعارضته لسيطرة جماعة الإخوان المسلمين على السلطة في البلاد بعد ما عرفت بثورة 17 فبراير 2011.
اشتهر عبد السلام المسماري بمعارضته لحكم جماعة الإخوان المسلمين والجماعات المتطرفة لليبيا. وصُف «بشهيد الوطن وصوت الحق» كم اشتهر بمقولته (لا بد من ليبيا وإن طال النضال).

## سيرة

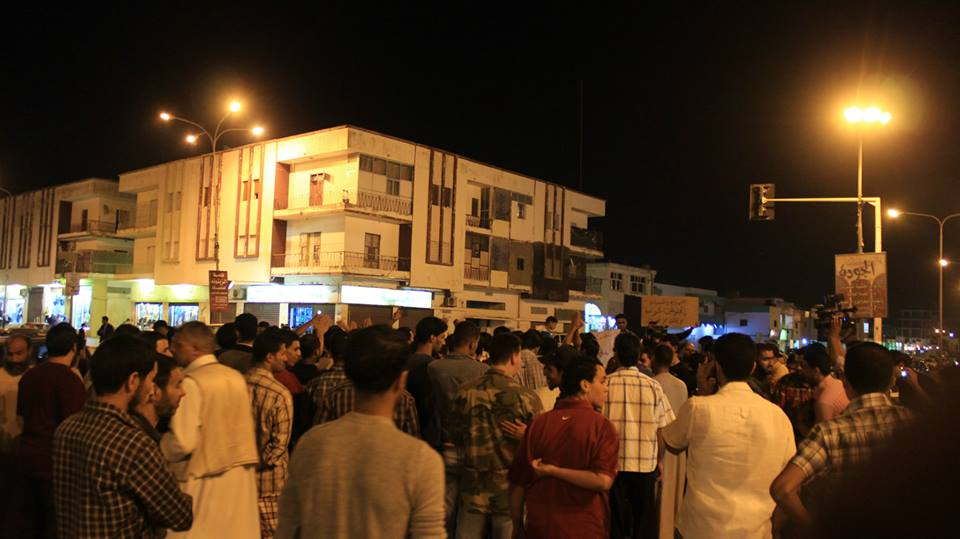
مظاهرات بمدينة البيضاء الليبية تنديداً على اغتيال عبد السلام المسماري وتطالب بإسقاط الإخوان المسلمين

ولد عبد السلام المسماري في مدينة بنغازي عام 1959. وتخرج من كلية القانون بجامعة قاريونس العام 1989. سبق له أن انتقد محاولات سيطرة جماعة الإخوان المسلمين على المجلس الوطني الانتقالي السابق وأيضاً انتقاده للجماعات المسلحة التي حاصرت وزارتي الداخلية والعدل في طرابلس في مايو 2013 واصفاً إياها بالجماعات المنقلبة على الشرعية في البلاد حيث تعرض لاعتداء بالضرب.
لديه ديوان شعري واحد حمل اسم «مدن الخوف».
تم اغتياله في الجمعة في شهر رمضان الموافق 26 يوليو 2013 بإطلاق الرصاص عليه عقب خروجه من مسجد «بوغولة» في حي البركة في بنغازي.